# Eunomio
Eunomio (335-c. 393) fue obispo de Cízico (Misia, Turquía) y uno de los líderes de los anomeianos, a veces llamados eunomianos. Nació en Dacora, en Capadocia. 

## Biografía
Estudió teología en Alejandría con Aecio y luego bajo la tutela de Eudosio, quien lo ordenó diácono. Por recomendación de Eudosio fue nombrado obispo de Cízico en el 360. Su visión extrema del arrianismo hizo que hubiera numerosas protestas en su contra en la propia Cízico, razón por la cual el emperador Constantino II exigió a Eudosio que lo quitara de su reciente cargo. Los que se adherían a sus creencias afirmaban que la esencia de Dios Hijo era diferente de la de Dios Padre, y que el Espíritu Santo no era divino, sino una creación del Hijo.
Tras su deceso, Eutropio ordenó que los despojos de Eunomio fueran llevados a Tyana y que sus libros fueran quemados.